# Parrot Security OS
Parrot Security OS (или ParrotSec) — дистрибутив Linux, основан на Debian с упором на компьютерную безопасность. Предназначен для тестирования системы на проникновение, оценки уязвимостей и ликвидации их последствий, компьютерной криминалистики и анонимного просмотра веб-страниц. Разработан командой Frozenbox.

## Архитектура системы
ParrotOS основан на ветке тестирования Debian (Buster) С LTS ядром 5.10
Система доступна со следующими рабочими столами:  MATE, KDE, XFCE а диспетчер отображения по умолчанию LightDM.
Проект сертифицирован для работы на устройствах с объёмом памяти 256 МБ и подходит как для 32-bit (i386), так и для 64-bit (amd64) процессоров. Кроме того, проект доступен для архитектур ARMv7 (armhf). Так же предоставляется версия (как 32-bit, так и 64-bit) разработанную специально для серверов, для проведения тестирования проникновения облачных сервисов.
По мнению создателей система должна быть:
- Безопасная. Всегда в актуальном состоянии, часто обновляется и полностью изолирована! Всё под вашим полным контролем.
- Свободная и бесплатная. Система распространяется свободно, вы можете изучить её исходный код и вносить свои правки. Эта система создана с уважением к вашей свободе и всегда будет такой.
- Облегченная. Авторы заботятся о потреблении ресурсов, и система чрезвычайно лёгкая, работает на удивление быстро даже на очень старом оборудовании или с очень ограниченными ресурсам.

В июне 2017 года, ParrotSec объявили, что они рассматривают переход с Debian в Devuan, в основном из-за проблем с systemd.

## Выпуски
Команда разработчиков не указывает какой-либо официальный график релиза, но на основе изменений выпусков и их примечаний, включенные в официальный обзор дистрибутива, проект выпускается на ежемесячной основе.
Существует четыре версии дистрибутива операционной системы (Parrot Security, Parrot Home, Образы Netinstall), а также образ для Docker.
Parrot Security
Parrot Security — это полное всё-в-одном окружение для пентестинга, приватности, цифровой криминалистики, обратного инженеринга и разработки программного обеспечения.
Система включает полный арсенал ориентированных на безопасность инструментов, покрывающих многие шаги работы пентестера.
Parrot Home
Parrot Home — это специальное издание Parrot, предназначенное для ежедневного использования, её целевой аудиторией являются обычные пользователи, кому нужна легковесная, всегда обновлённая и красивая система на их ноутбуках и рабочих станциях.
Дистрибутив имеет такой же вид как и обычное окружение Parrot и включает все основные программы для ежедневной работы. Parrot Home также включает программы для приватного чата, шифрования документов по самым высоким криптографическим стандартам, сёрфингу сети абсолютно анонимно и безопасно.
Система также может использоваться как начальная точка построения весьма кастомизированной платформы для пентестинга, которая включает только необходимые инструменты, или вы можете использовать её для построения вашей профессиональной рабочей станции, без хлопот извлекая преимущества всех последних и самых мощных технологий Debian.
Образы Netinstall
Parrot предлагает netinstall образы.
Netinstall образы — это специальные легковесные iso файлы, содержащие только установщик.
Установщик настроен разметить диск, установить Интернет-подключение и установить систему с нуля загружая все пакеты через Интернет.
Образ netinstall может использоваться для установки только безголовой Parrot Core, или он может использоваться для установки различных окружений рабочего стола.

### Релиз-версии
| Дата релиза | Версия                  | Кодовое имя    |
| ----------- | ----------------------- | -------------- |
| 10.06.2013  | The project was started |                |
| 17.06.2013  | Parrot 0.1              | Pre alpha      |
| 22.06.2013  | Parrot 0.2              | Pre alpha      |
| 30.06.2013  | Parrot 0.3              | Pre alpha      |
| 10.07.2013  | Parrot 0.4              | Pre alpha      |
| 22.08.2013  | Parrot 0.5              | Alpha          |
| 21.10.2013  | Parrot 0.6              | Alpha          |
| 12.11.2013  | Parrot 0.6.5            | Alpha          |
| 06.12.2013  | Parrot 0.7              | Pre beta       |
| 12.01.2014  | Parrot 0.8              | Beta           |
| 24.01.2014  | Parrot 0.8.1            | Beta           |
| 05.03.2014  | Parrot 0.8.2            | Beta           |
| 17.04.2014  | Parrot 0.8.4            | Beta           |
| 25.06.2014  | Parrot 0.9              | Final beta     |
| 21.07.2014  | Parrot 1.0              | Hydrogen       |
| 02.09.2014  | Parrot 1.1              | Asphalt Dragon |
| 11.09.2014  | Parrot 1.2              | Asphalt Dragon |
| 22.10.2014  | Parrot 1.4              | JailBird       |
| 06.11.2014  | Parrot 1.4.2            | JailBird       |
| 12.12.2014  | Parrot 1.6              | JailBird       |
| 05.02.2015  | Parrot 1.7              | CyberLizard    |
| 21.02.2015  | Parrot 1.8              | CyberLizard    |
| 04.04.2015  | Parrot 1.9              | CyberLizard    |
| 12.09.2015  | Parrot 2.0              | Helium         |
| 15.09.2015  | Parrot 2.0.1            | Helium         |
| 06.10.2015  | Parrot 2.0.4            | Helium         |
| 17.10.2015  | Parrot 2.0.5            | Helium         |
| 16.01.2016  | Parrot 2.1              | Murdock        |
| 25.02.2016  | Parrot 2.2              | Glitch         |
| 18.06.2016  | Parrot 3.0              | Lithium        |
| 26.07.2016  | Parrot 3.1              | Defcon         |
| 15.10.2016  | Parrot 3.2              | CyberSloop     |
| 25.12.2016  | Parrot 3.3              | CyberBrig      |
| 01.01.2017  | Parrot 3.4              | CyberFrigate   |
| 02.01.2017  | Parrot 3.4.1            | CyberFrigate   |
| 08.03.2017  | Parrot 3.5              | CyberGalleon   |
| 18.05.2017  | Parrot 3.6              | JollyRoger     |
| 09.07.2017  | Parrot 3.7              | JollyRoger     |
| 12.09.2017  | Parrot 3.8              | JollyRoger     |
| 15.10.2017  | Parrot 3.9              | Intruder       |
| 15.12.2017  | Parrot 3.10             | Intruder       |
| 28.01.2018  | Parrot 3.11             | Intruder       |
| 21.05.2018  | Parrot 4.0              | Stable         |
| 04.06.2018  | Parrot 4.1              | Stable         |
| 11.09.2018  | Parrot 4.22             | Stable         |
| 03.11.2018  | Parrot 4.3              | Stable         |
| 25.11.2018  | Parrot 4.4              | Stable         |
| 21.01.2019  | Parrot 4.5              | Stable         |
| 27.01.2019  | Parrot 4.5.1            | Stable         |
| 26.04.2019  | Parrot 4.6              | Stable         |
| 18.09.2019  | Parrot 4.7              | Stable         |
| 24.03.2020  | Parrot 4.8              | Stable         |
| 30.04.2020  | Parrot 4.9              | Stable         |
| 16.08.2020  | Parrot 4.10             | Stable         |
| 28.03.2021  | Parrot 4.11             | Stable         |